# Кълм
Кълм (на английски: Kulm) е град в северната част на Съединените американски щати, част от окръг ЛаМор на щата Северна Дакота. Населението му е около 344 души (2014).
Разположен е на 601 метра надморска височина във Вътрешните равнини, на 155 километра югоизточно от Бисмарк и на 175 километра югозападно от Фарго. Селището е основано през 1892 година от немски заселници и е наречено на едноименните селища в Прусия (днес Хелмно) и Бесарабия (днес Пидгирне).

## Известни личности
Родени в Кълм
- Анджи Дикинсън (р. 1931), актриса